# Большая Хапица
Большая Хапица — река на полуострове Камчатка, приток реки Камчатка. Протекает по территории Усть-Камчатского района Камчатского края России.

## Основные сведения
Длина реки — 111 км. Площадь водосборного бассейна насчитывает 1960 км². Берёт начало на юге Восточного хребта, на высоте более 650 метров над уровнем моря. Впадает в реку Камчатка восточнее посёлка Ключи, по правому берегу на расстоянии 74 км от устья. В месте впадения образует обширную дельту с озёрами и протоками. Высота устья около 12 метров над уровнем моря.
По данным государственного водного реестра России относится к Анадыро-Колымскому бассейновому округу. Код водного объекта — 19070000112120000017503.

## Притоки
- правые: Ледниковая, Березнячковая, Тополовая, Ключ Лавовый, Петуховая, Аласная, Первый Бекеш, Бекеш.
- левые: Левая Хапица, Озёрная, Горно-Тополовая, Шавириха.

## Вулканизм
Долина реки находится в сейсмоактивной области с активным вулканизмом. При извержениях вулканов на полуострове возможен сход селевых потоков из-за таяния ледников в бассейн реки. Наиболее значительным был грязекаменный поток, связанный с катастрофическим извержением в марте 1956 года вулкана Безымянный, в ходе которого сель распространялся по этой реке.